# Перманганат калію (медичне застосування)
Перманганат калію використовується при лікуванні низки шкірних захворювань, таких як: грибкові інфекції стопи, імпетиго, пемфігус, поверхневі рани, дерматити та тропічні виразки (також відомі, як тропічні фагеденічні виразки). При тропічних виразках його використовують у поєднанні з прокаїн бензилпеніциліном. Зазвичай, перманганат калію застосовують для лікування шкірних захворювань, при яких характерна яскраво виражена ексудація (виділення рідини). Його можна застосовувати, як активний компонент вологих пов'язок, або у ванночках.
Побічні ефекти можуть проявлятися у вигляді подразнення шкіри та знебарвлення одягу. При потраплянні внутрішньо у небезпечних кількостях може спричинити отруєння та смерть. Перманганат калію є окислювачем. Британський національний формуляр рекомендує перед використанням кожні 100 мг речовини розчинити в 1-му літрі води.
Перманганат калію вперше був виготовлений у 1600-х роках і почав широко використовуватися в медицині щонайменше з 1800-х років . Він знаходиться у Переліку основних лікарських засобів Всесвітньої організації охорони здоров'я. Оптова вартість у країнах, що розвиваються, становить близько 0,01 долара США за грам. У Сполученому Королівстві аналогічна кількість коштує NHS близько 1,33 фунтів стерлінгів.